# Besse (Dordonha)
Besse é uma comuna francesa na região administrativa da Nova Aquitânia, no departamento Dordonha. Possui uma área de 16,2 km² e 163 habitantes (censo de 1999), perfazendo uma densidade demográfica de 10 hab/km².